# Znak zapytania
Znak zapytania (pytajnik) – znak interpunkcyjny, służący do określenia intencji osoby mówiącej, która chce otrzymać dane informacje od osoby pytanej (wyjątkiem jest pytanie retoryczne). Znak zapytania kończy zdania pytające, a ujęty w nawiasy podaje w wątpliwość część zdania, do której się odnosi.
Znak zapytania w polskiej literaturze pojawił się w epoce renesansu w twórczości Jana Kochanowskiego. Dbał on o przestankowanie i oprócz pytajnika używał też dwukropka (oznaczając nim pauzę) oraz nawiasów. Znak zapytania zaś wyglądał u niego graficznie jak odwrócony do góry nogami średnik.
W innych pismach znak zapytania może mieć inny kształt, np. w piśmie greckim i we wczesnych manuskryptach łacińskich znak zapytania wygląda jak średnik (;).  W piśmie Braille’a wytłacza się kropki 26: ⠢.
W matematyce oznacza funkcję pytajnika Minkowskiego, zwaną również gładkimi diabelskimi schodami.
W notacji szachowej ? oznacza słaby ruch (błąd strategiczny), a ?? — oczywisty błąd taktyczny.

## Użycie w programowaniu
W informatyce stosowany jest w składni niektórych języków komputerowych:
- operator warunkowy wyrażenie ? jeżeli_prawda : jeżeli_fałsz (a<5 ? a : 0), np. w języku C, C++ i pokrewnych;
- znak sterujący wprowadzający znak obcy w języku C (??( oznacza [);
- przeglądanie łańcuchów, z przypisaniem (operator ?:=), w języku Icon;
- znak zastępujący dowolny, pojedynczy znak, w tworzeniu wzorca nazw grupy plików (pli?.jp?), np. w konsoli tekstowej systemu operacyjnego Windows, DOS, CP/M;
- operator kodu znaku w języku Lisp (?A = 0101);
- znak podstawienia parametru w językach Java i SQL;
- znak dowolności oraz znak podglądania w niektórych systemach zapisu wyrażeń regularnych.

W Unikodzie znak zapytania występuje w wersjach:
| Znak | Unikod | Kod HTML                       | Nazwa unikodowa        | Nazwa polska             |
| ---- | ------ | ------------------------------ | ---------------------- | ------------------------ |
| ?    | U+003F | &#x3F; lub &#63;               | QUESTION MARK          | znak zapytania           |
| ¿    | U+00BF | &iquest; lub &#xBF; lub &#191; | INVERTED QUESTION MARK | znak zapytania odwrócony |

## Znak zapytania w innych językach

### Język hiszpański

pytajniki – odwrócony i zwykły

W języku tym, począwszy od XVIII w. używa się otwierającego i zamykającego znaku zapytania, np.: ¿Hablas español? W przypadkach, gdy należy użyć zarówno znaku zapytania i wykrzyknika – można zrobić to na dwa sposoby:
1. użyć po jednym z nich na początku i na końcu zdania (według zasady, że te same znaki muszą znajdować się na obu końcach):
¡¿Quién te has creído que eres?!
¿¡Quién te has creído que eres!?
2. odwrócony wykrzyknik dać na początek, pytajnik – na koniec: ¡Quién te has creído que eres?

### Język francuski
W języku francuskim znak zapytania otoczony jest dwiema spacjami (podobnie wykrzyknik, średnik i dwukropek), np. Vous venez de le dire ? – Powiedzieliście to przed chwilą?

### Język arabski, perski i urdu
W językach arabskim, perskim i urdu zamiast tradycyjnego znaku zapytania używa się jego odwróconej wersji - ؟, przykładowo (w j. arabskim) "من أين أنت ؟" - Skąd pochodzisz?